# Oudewater
Oudewater é uma municipalidade e uma cidade dos Países Baixos, na província de Utreque.
Oudewater está situada perto do Rio Linschoten. A origem da cidade é obscura e não se tem informações certas sobre a primeira colônia de cidadãos. É difícil também descobrir a real origem de seu nome. Alguns dizem que é uma corruptela de old water (velha água). Oudewater foi uma cidade importante, estando no limite entre a Holanda e Utreque. Foi lá que aconteceu uma das primeiras reuniões que estabeleceram a nova República da Holanda, quando a região ainda fazia parte do Império Espanhol. Contudo, após um cerco de meses, a cidade foi conquistada pelo espanhóis e a maioria dos habitantes morreu. Nos séculos XV e XVII, foi uma importante produtora de corda e, nas áreas adjacentes, havia uma grande produção de cânhamo. Há ainda uma fábrica produtora de corda na cidade e um museu sobre o mesmo objeto. 
Oudewater é famosa pelo Heksenwaag (A balança das bruxas). Esta casa de Mensuração, um prédio oficial, se tornou famoso no século XVI porque pessoas acusadas de bruxaria tinham aqui uma chance real de provar sua inocência: tinham seu corpo pesado para verificar se estavam de acordo com as medidas "normais". Muitas pessoas vinham de toda a Europa para aqui provar sua inocência. Após a pesagem, recebiam uma certificação, afirmando que não eram bruxas. Nunca ninguém foi culpado de ser bruxo, mas a pesagem era um espetáculo na cidade. Até mesmo hoje em dia, os turistas podem ter seus corpos medidos para receberem uma "certificação" oficial. A razão para a pesagem era de que se acreditava que as bruxas não tinham alma e, por isso, pesavam menos que as pessoas normais. Isso possibilitaria, por exemplo, que uma bruxa voasse em uma vassoura. 